# Cowbridge and Aberthaw Railway
Die Cowbridge and Aberthaw Railway war eine britische Eisenbahngesellschaft im Süden von Wales. 
Die Gesellschaft erhielt am 12. August 1889 das Recht zum Bau einer 10 kIlometer langen Strecke von Cowbridge nach Süden nach Aberthaw. In Cowbridge bestand an Anschluss an die Cowbridge Railway und in Aberthaw an die Vale of Glamorgan Railway.
Die Strecke wurde am 1. Oktober 1892 eröffnet und die Taff Vale Railway übernahm die Gesellschaft zum 17. August 1894. Der Personenverkehr wurde am 4. Mai 1926 eingestellt und wurde dann nochmals vom 11. Juli 1927 bis zum 5. Mai 1930 durchgeführt. Der Güterverkehr wurde am 1. November 1932 eingestellt, die Strecke blieb aber bis 1947 in Takt. 